# Harold Wolpe
Harold Wolpe (* 14. Januar 1926 in Johannesburg; † 19. Januar 1996 in Kapstadt) war ein südafrikanischer Rechtsanwalt, Soziologe, Volkswirtschaftler und Anti-Apartheid-Aktivist. Bis zu seiner Festnahme 1963 war er ein maßgeblicher Unterstützer des Widerstandes gegen das Apartheid-Regime. Erst nach 28 Jahren im Exil konnte er in seine Heimat zurückkehren.

## Leben
Wolpe wurde als Kind litauisch-jüdischer Auswanderer geboren. Er studierte an der University of the Witwatersrand in Johannesburg und erwarb dort einen Bachelor of Arts in Sozialwissenschaften und einen Bachelor of Law. Er war führender Aktivist der National Union of South African Students und Präsident des Student Representative Council der Universität. 1955 heiratete er Anne-Marie Cantor, mit der er drei Kinder hatte. Er gehörte der South African Communist Party (SACP) an, die nur im Untergrund tätig sein konnte, sowie dem African National Congress (ANC), der 1960 ebenfalls zur Untergrundbewegung wurde. Als Strafverteidiger hatte er eine Bürogemeinschaft mit seinem Schwager James Kantor und vertrat politische Gefangene, die in Opposition zum Apartheidregime standen. So vertrat er auch Mitglieder des ANC, mit dem die SACP verbunden war, ab 1961 durch den gemeinsamen bewaffneten Arm Umkhonto we Sizwe (MK).
Wolpe trat zusammen mit Arthur Goldreich als Besitzer der Liliesleaf-Farm in Rivonia auf, die als Treffpunkt der Führung von ANC, SACP und MK diente. Am 11. Juli 1963 wurden dort bei einer Razzia zahlreiche Führungskräfte festgenommen, unter anderem Goldreich und Walter Sisulu, später auch Kantor. Wolpe wurde einige Tage später an der Grenze zu Betschuanaland – heute Botswana – gefasst und in Pretoria inhaftiert. Durch Bestechung eines Wärters konnten er und drei Mitgefangene, darunter Goldreich, am 11. August 1963 fliehen – vor Beginn des Rivonia-Prozesses, in dem er und Goldreich angeklagt werden sollten. Trotz einer groß angelegten Verfolgungsjagd gelangten sie nach Swasiland und dann, als Priester verkleidet, nach Francistown in Betschuanaland. Die Presse berichtete am 28. August über die Flucht und der Justizminister Vorster erklärte hierzu: „Sie waren unsere fettesten Fische“. Südafrikanische Agenten sprengten das Flugzeug, das die vier Männer nach Tanganjika bringen sollte; sie hatten aber eine andere Maschine gewählt. Die Flucht wurde als The great escape („Die große Flucht“) bekannt.
Wolpe verbrachte zusammen mit seiner Familie 28 Jahre im Exil in Großbritannien. 1964 bis 1965 besuchte er mit einem Stipendium der Nuffield Foundation die London School of Economics, wo er Soziologiekurse belegte. Anschließend lehrte er an der University of Bradford und dem North East London Polytechnic. Von 1972 bis 1991 war Wolpe Senior Lecturer für Soziologie an der University of Essex. Anne-Marie Wolpe war ebenfalls als Soziologin sowie als Feministin tätig. Mit der schrittweisen Abschaffung der Apartheid kehrte die Familie 1991 nach Südafrika zurück, wo er an der University of the Western Cape wirkte. 1996 starb er wenige Tage nach einem Herzinfarkt.
Wolpe befasste sich in seiner wissenschaftlichen Arbeit vor allem mit den Auswirkungen der wirtschaftlichen Strukturen im Apartheidsystem auf die Gesellschaft. Er vertrat die Auffassung, dass die Niedriglohnarbeit in Südafrika und die Subsistenzwirtschaft in ländlichen Gebieten von kapitalistischen Kräften bewusst gefördert würden, um das Entstehen eines städtischen, schwarzen Proletariats zu verhindern und die damit einhergehenden Konflikte im Arbeitsmarkt aus den „weißen“ Siedlungsgebieten in die Homelands zu verlagern. Die Apartheid hatte seiner Ansicht nach das System der noch billigeren Wanderarbeiter modernisiert und die Zwangsarbeitsformen im Lande perfektioniert. Parallel zu den Arbeiten von Ruth First am Centro de Estudos Africanos in Maputo und weiterer Autoren hob er die eminente Bedeutung afrikanischer Wanderarbeiter für die südafrikanische Wirtschaft hervor, da deren zwangsweise verordnete ökonomische Basis in der familiären Subsistenzwirtschaft ihrer Heimatregionen einen so niedrigen Lohnsatz ermöglichte, sodass dieser unter dem eigentlichen Existenzminimum liegen konnte.

## Werke (Auswahl)
- The Problem of the Development of Revolutionary Consciousness. Telos 4 (Herbst 1969). Telos Press, New York.
- Industrialism and Race in South Africa. In: S. Zubaida (Hrsg.): Race and Racialism. Tavistock, London 1970.
- Class, race and the occupational structure. In: S. Marks (Hrsg.): The Societies of Southern Africa in the 19th and 20th Centuries. Vol. 2. Institute of Commonwealth Studies, London University, London 1971.
- Capitalism and cheap labour-power in South Africa: From segregation to apartheid. In: Economy & Society, Vol. 1, no. 4, 1972. Digitalisat
- Pluralism, Forced Labour and Internal Colonialism in South Africa. Paper to the Conference on the South African Economy and the Future of Apartheid. Centre of Southern African Studies, University of York, 1973.
- The Theory of Internal Colonialism: The South African Case. In: I. Oxhaal et al.: Beyond the Sociology of Development. Routledge & Kegan Paul, London 1975.
- The White Working Class in South Africa: Some theoretical problems. Economy & Society, Vol. 5, no. 2, 1976.
- A Comment on the Poverty of Neo-Marxism. Journal of Southern African Studies, Vol. 4., no. 2, 1978.
- Towards an Analysis of the South African State. International Journal of the Sociology of Law, vol. 8, no. 4, 1980
- Class, Race and the Apartheid State. UNESCO, Paris. Digitalisat (Auszüge)